# Basic Stamp

BASIC Stamp

Il Basic Stamp è un microcontrollore con uno speciale interprete del linguaggio BASIC detto PBasic residente nella memoria ROM. Prodotto da Parallax, Inc. è diventato abbastanza popolare con l'elettronica per hobby dagli anni '90. Il basic stamp è montato sulla board of education di un Boe-Bot
Il Basic Stamp è formato da:
- Un microcontrollore contenente la CPU, la ROM contenente l'interprete BASIC
- Memoria (di tipo seriale EEPROM)
- Un quarzo che fornisce la frequenza di clock
- Un regolatore di tensione
- Ingressi ed uscite (I/O)

## Versioni
Alcune versioni di Basic Stamp sono le seguenti:
- BS1
- BS2
- BS2e
- BS2sx
- BS2p24
- BS2p40
- BS2pe
- BS2px